# Famille Verdelhan des Molles
La famille Verdelhan des Molles, anciennement Verdelhan, est une famille d'ancienne bourgeoisie française subsistante originaire du diocèse de Mende en Lozère, dont la filiation prouvée remonte à 1658. Louis Pierre d'Hozier la supposait issue de la famille homonyme de Verdelhan, seigneurs de Merveillac éteinte au XVIIe siècle. Bernard Chérin refusait cette origine. Elle donna plusieurs avocats au parlement de Toulouse.

## Histoire
Jean-Baptiste-Pierre Jullien de Courcelles dans son Dictionnaire universel de la noblesse de France (1820) écrit que « les seigneurs de Molles » sont une branche de la famille Verdelhan qui établit sa filiation depuis Pierre Verdelhan seigneur de Merveillac vivant en 1376.
Albert Révérend dans Annuaire de la noblesse de France et des maisons souveraines de l'Europe (1905) écrit au sujet de la famille Verdelhan des Molles : « Cette famille, originaire du diocèse de Mende (Lozère) établit sa filiation régulière, depuis un Pierre Verdelhan, habitant au commencement du XVIIe siècle Chénas, paroisse de Saint-Germain-de-Calberte, que des généalogies modernes ont rattaché sans documents historiques à l'appui à une famille plus ancienne, qui possédait au XIVe siècle la seigneurie de Merveillac, paroisse de Saint-Jean de Chambon de Desc, et qui s'est éteinte après 1672. ».
Il fut le père de Daniel Verdelhan, de religion protestante (mort à Toulouse en 1636) marié en 1608 à Jeanne Planques et qui fit son testament en faveur de ses sept enfants légitimes et de trois filles qu'il eut hors mariage. Son fils aîné, Pierre Verdelhan, sieur des Molles, épousa Anne Dumas, d'où postérité.
Cette famille possédait la seigneurie des Molles, portait des qualifications nobiliaires dans un certain nombre d'actes et participa aux assemblées de la noblesse en 1789.
Louis Pierre d'Hozier la supposait probablement issue de la maison de Verdelhan qui s'éteignit au XVIIe siècle. Il écrit « Pierre Verdelhan, habitant au lieu de Thomas, paroisse de Saint-Germain de Calberte au diocèse de Mende, doit être l'un des fils d'Antoine Verdelhan seigneur de Merveillac »). Bernard Chérin refusait cette origine, n'admettant « La filiation prouvée de la famille de Verdelhan des Molles comme prouvée par titres originaux que depuis 1658 malgré la présentation d'un acte de notoriété de 1742 affirmant que les titres de cette famille disparurent dans un incendie mais qu'elle vivait noblement depuis un temps immémorial ».

## Armes
Cette famille porte : Écartelé : au 1, de sable à une étoile d'argent ; au 2, d'azur à trois coquilles d'or, 2 et 1 ; au 3, d'azur au lion d'or ; au 4, de gueules à six besants d'argent, 3, 2 et 1..

## Personnalités
- Jean-Daniel Verdelhan des Molles, avocat au parlement de Toulouse. Il comparut dans cette ville en mars 1789 pour l'élection des députés aux états généraux. À la fin de sa vie, il a été maire de Saint-Germain-de-Calberte.
- Charles-Léon de Verdelhan des Molles (né Charles-Léon Verdelhan des Molles)[5], élu député en 1848. Il siège ensuite au Corps législatif de 1852 à 1857.
- Paulin Verdelhan des Molles, fils du précédent, conseiller général du canton de Langogne (1904-1910) et maire de cette ville (1889-1912).

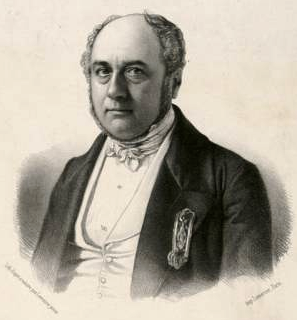
Charles-Léon de Verdelhan des Molles